# كارولين غوميز
كارولين غوميز (بالإنجليزية: Carolyn Gomes)‏ هي طبيبة أطفال جامايكية، ولدت في 30 مارس 1958 في كينغستون في جامايكا.